# Fővárosi Önkormányzat Egyesített Szent István és Szent László Kórház és Rendelőintézet
Fővárosi Önkormányzat Egyesített Szent István és Szent László Kórház és Rendelőintézet (ESZSZK) egy tulajdonképpen több kórház összevonásából létrejött budapesti egészségügyi intézmény.

## Története

### Egyesítés
2007. június 30-án a Szent István Kórházat és a Szent László Kórházat, valamint a Merényi Gusztáv Kórházat és a Jahn Ferenc Rehabilitációs Centrumot egyesítették. Az így létrejött nagy kiterjedésű intézményt a 2010-es évek közepén évente mintegy 140.000 beteget fogadott.